# Bend to the Breaks
Bend to the Breaks is het eerste album van Five O'Clock Heroes. Het werd op 18 september 2006 uitgebracht op cd en als download.

## Tracklist
1. Head Games
2. Anybody Home
3. Time on My Hands
4. Run to Her
5. Want Your Number
6. Good Lovers
7. Skin Deep
8. Corporate Boys
9. Stay the Night
10. White Girls
11. In Control
12. Got to Give it Up